# 花郎台駅 (韓国鉄道公社)
花郎台駅（ファランデえき）は、かつて大韓民国ソウル特別市蘆原区にあった韓国鉄道公社（KORAIL）京春線の駅。駅名は近隣にある陸軍士官学校の愛称「花郎台」から取られたもので、開業当時の駅名は泰陵駅であった。
6号線の花郎台駅は当駅からおよそ800m離れており、別の駅である。

## 駅情報
島式ホーム1面2線の地上駅。かつては1日7便のムグンファ号が停車していた。しかし、京春線の複線化による経路の変更を受け、当駅を経由しないルートへと変更され廃止された。
2018年に残った駅の施設を利用して鉄道公園が整備され、蒸気機関車が展示される他、譲渡された広島電鉄900形電車が運行される予定となっている。

## 駅周辺
- 韓国陸軍士官学校
- ソウル女子大学校

## 歴史
- 1939年7月20日 - 泰陵駅として営業開始。
- 1958年1月1日 - 花郎台駅に改称。
- 2006年12月4日 - 駅舎が登録文化財第300号に登録される。
- 2010年12月21日 - 首都圏電鉄京春線開業に伴う経路変更により廃止。

## 隣の駅
韓国鉄道公社
京春線
新孔徳駅 - 花郎台駅 - 退渓院駅